# Kiepe Electric
A Kiepe Electric GmbH (korábban Vossloh Kiepe) villamosokhoz, trolibuszokhoz, egyéb közúti és vasúti közlekedési eszközökhöz elektromos vontatóberendezéseket, valamint légkondicionáló és fűtési rendszereket és futószalag-alkatrészeket gyártó német vállalat. Az 1906-ban alapított vállalatot 2003-ig Kiepe Elektrik GmbH néven ismerték, majd a Vossloh AG általi felvásárlását követően átnevezték Vossloh Kiepe GmbH-ra. A Vossloh 2017 januárjában eladta a vállalatot a Knorr-Bremsének, ami 2017 májusában átnevezte azt Kiepe Electric GmbH-ra. 2024 januárjában a Heramba GmbH többségi részesedést szerzett a vállalatban.

## Története
1906-ban Theodor Kiepe elektromos ívlámpa-javítóműhelyt alapított Düsseldorfban. A következő 40 évben a vállalat termékpalettája elektromos kapcsolókkal, majd elektromos dobvezérlőkkel és elektromos járművekhez használt ellenállásokkal bővült. 1951-re a termékpaletta elektropneumatikus kontaktorokat és vontatómotorokat is tartalmazott; 1952-ben a vállalat 700 darab trolibuszra szóló megrendeléshez szállított berendezéseket Argentína számára.
Az 1950-es és 1970-es évek között a Kiepe Elektrik GmbH leányvállalatok alapításával bővült. 1959-ben az ausztriai Bécsben a Kiepe Elektrik GmbH átvett egy kis gyártó céget, és megalapította a Kiepe Bahn und Kran Electric Ges.m.b.H., illetve az olaszországi Milánóban megalapította a Kiepe Italiana di Elettricità s.p.a., későbbi nevén Kiepe Electric spa, vállalatokat. 1973-ban a Kiepe Electric GmbH-t felvásárolta a belga ACEC. 1983-ban a vállalatot az ACEC-től az Alstom, majd 1993-ban az AEG vásárolta meg. Ez idő alatt a Kiepe a könnyű vasúti járművek elektromos vontatási berendezéseinek szállítójává vált.
1995-ben az AEG megalapította az Adtranzot az ABB-vel a szállítási részlegeik egyesítésével. Mivel így Németországban az elektromos vontatóberendezések gyártóinak duopóliuma jött létre, az Európai Bizottság úgy döntött, hogy a Kiepe leányvállalatot el kell adni; 1996-ban a Schaltbau AG szerezte meg a vállalatot. A 2000-es évek elején a vállalat az észak-amerikai és az olasz piacra terjeszkedett.
2002. szeptember 14-én a Vossloh AG felvásárolta a Kiepe Elektrik GmbH-t, majd 2003-ban átnevezte azt Vossloh Kiepe GmbH-ra.
2012 közepén a Vossloh Kiepe felvásárolta a brit Transys Projects Ltd mérnöki tanácsadó céget, amit az év végén átneveztek Vossloh Kiepe UK-re. 2013 végén a vállalat, a szerbiai Želvoz vasútijármű-gyár és Újvidék városa megállapodást kötött egy vasúti járművekbe légkondicionáló egységeket gyártó gyár létrehozásáról. 2014-ben a Vossloh Kiepe az anyavállalat átszervezésének részeként megszüntette a fővonali vontatóberendezésekkel kapcsolatos tevékenységét (Vossloh Kiepe Main Line Technology GmbH).
2016 decemberében a Vossloh AG bejelentette, hogy eladja a Vossloh Electrical Systemst, amelynek a Vossloh Kiepe is része volt, a Knorr-Bremsének, az üzlet 2017 januárjának végén fejeződött be.
2017 májusában a Knorr-Bremse átnevezte a Vossloh Kiepét Kiepe Electric GmbH-ra,  visszaállítva ezzel a vállalat eredeti, a Vossloh előtti nevének angolos formáját. 2024 januárjában a berlini székhelyű Heramba GmbH többségi részesedést szerzett a vállalatban, melynek 15 százaléka továbbra is a Knorr-Bremse tulajdonában maradt.

## Vállalati felépítés
A cég 2002 és 2016 között a Vossloh Group tagja volt, annak közlekedési üzletágának (Motive Power & Components) részeként a kieli székhelyű Vossloh Locomotives (korábban Maschinenbau Kiel) és Vossloh España (korábban Meinfesa) vállalatokkal.
A Kiepe 2020 óta hét telephellyel rendelkezik:
- Kiepe Electric GmbH (Németország)
- KED Kiepe Electric GmbH (Ausztria)
- Kiepe Electric Schweiz AG (Svájc)
- Kiepe Electric S.r.l. (Olaszország)
- Kiepe Electric Corporation (Kanada)
- Kiepe Electric LLC (Amerikai Egyesült Államok)
- Kiepe Electric India Private Limited (India)

## Termékek és szolgáltatások
A vállalat fő tevékenysége a vasúti járművekhez, jellemzően villamoskhoz vagy könnyű vasúti járművekhez való elektromos berendezések szállítása és gyártása; a vállalat elektromos vontatási átalakítókat, segédáramforrásokat, légkondicionáló és fűtőberendezéseket szállít. A teljes villamosokat és könnyű vasúti járműveket jellemzően más gyártókkal közösen szállítják. Szintén szállítanak speciális elektromos vasúti járműveket, a régebbi elektromos meghajtású tömegközlekedési járművek korszerűsítéséhez szükséges berendezéseket, valamint a trolibuszok és hibrid elektromos buszok vontatóberendezéseit.
A vállalat gyakran működik alkatrész-beszállítóként a nagyobb integrált vasúti járműgyártók, köztük a Siemens, az Alstom és a Bombardier számára.
A cég futószalagokhoz is gyárt alkatrészeket.

## Fordítás
- Ez a szócikk részben vagy egészben  a   Kiepe Electric című angol Wikipédia-szócikk ezen változatának fordításán alapul.  Az eredeti cikk szerkesztőit annak laptörténete sorolja fel. Ez a jelzés csupán a megfogalmazás eredetét és a szerzői jogokat jelzi, nem szolgál a cikkben szereplő információk forrásmegjelöléseként.